# Benny Lackner
Benjamin „Benny“ Lackner (* 1976 in Berlin) ist ein deutsch-amerikanischer Jazzmusiker (Klavier, Keyboards und Elektronik, Komposition).

## Leben und Wirken
Lackner wuchs als Sohn einer deutschen Mutter und eines amerikanischen Vaters in Berlin auf; im Alter von 13 Jahren zog er mit seinen Eltern nach Kalifornien und studierte dort bis zum Bachelor am California Institute of the Arts. 1997/98 folgten Studien bei dem Pianisten Brad Mehldau, der sein Mentor wurde. Dann lebte er in anderen Städten, bis er mit 30 Jahren zurück nach Berlin kam.
2002 gründete er in New York ein bis heute bestehendes Trio mit zunächst Derek Nievergelt  und Robert Perkins, seit 2006 mit Jérôme Regard (Bass) und Matthieu Chazarenc (Schlagzeug), das mehrere Alben einspielte und weltweit auf Tournee war; es spielte im Blue Note (New York) und im Cotton Club, Tokyo und auf Festivals in Rio de Janeiro und Belo Horizonte ebenso wie beim North Sea Jazz Festival, dem Montreux Jazz Festival, dem Traumzeit-Festival, dem Jazz Festival Viersen oder dem American Jazz Festival in Paris. und beim Berliner Xjazz. Daneben trat er auch in Solokonzerten auf, im Duo mit Paul Frick, war Mitglied der New Yorker Band Maroon und arbeitete mit Billy Higgins, Marc Ribot, Brad Shepik oder Pheeroan akLaff.
Lackners Trioalbum Drake von 2019 (wieder mit Jerôme Regard und Matthieu Chazarenc) ist eine Hommage an den Singer-Songwriter Nick Drake, an dessen Harmonien einige der Stücke orientiert sind.  Daneben ist er auch auf Alben der Formationen Monkbeatz (Ugly Beauty 2016) und Communion um João Lencastre sowie auf der Neufassung von Peer Rabens Funkoper Tod in New York zu hören.

## Diskographische Hinweise
- Not the Same (Nagel-Heyer 2003)
- Sign of the Times (Nagel-Heyer 2004)
- Pilgrim (BHM-Music 2007)
- Bernard, Emer, Lackner, Ferber Night for Day (BJU 2008)
- Cachuma (BHM-Music 2012)
- Drake (Ozella 2019)[1]
- Last Decade (ECM 2022, mit Mathias Eick, Jérôme Regard, Manu Katché)[6]
- Spindrift (2025)